# Candice McLeod
Pour les articles homonymes, voir McLeod.
Candice McLeod (née le 15 novembre 1996) est une athlète jamaïcaine, spécialiste du 400 mètres.  

## Biographie
Elle se révèle en 2021 en se classant troisième des sélections olympiques jamaïcaines en descendant pour la première fois de sa carrière sous les 50 secondes sur 400 m (49 s 91).
Lors des Jeux olympiques d'été de 2020, à Tokyo, elle bat son record personnel en demi-finale  (49 s 51) et se hisse en finale.
Lors des championnats du monde 2022, à Eugene, elle remporte la médaille d'argent du relais 4 × 400 m, l'équipe de Jamaïque s'inclinant face aux États-Unis.

## Palmarès
| Date | Compétition           | Lieu     | Résultat | Épreuve   | Performance   |
| ---- | --------------------- | -------- | -------- | --------- | ------------- |
| 2021 | Jeux olympiques       | Tokyo    | 5e       | 400 m     | 49 s 87       |
| 2021 | Jeux olympiques       | Tokyo    | 3e       | 4 × 400 m | 3 min 21 s 24 |
| 2022 | Championnats du monde | Eugene   | 7e       | 400 m     | 50 s 78       |
| 2022 | Championnats du monde | Eugene   | 2e       | 4 x 400 m | 3 min 20 s 74 |
| 2023 | Championnats du monde | Budapest | 7e       | 400 m     | 51 s 08       |
| 2023 | Championnats du monde | Budapest | 2e       | 4 x 400 m | 3 min 20 s 88 |